# Referendum w Boliwii w 2016 roku
Referendum konstytucyjne w Boliwii w 2016 roku miało miejsce w niedzielę 21 lutego. Zaproponowana poprawka do konstytucji umożliwiłaby prezydentowi i wiceprezydentowi Boliwii ubieganie się o trzecią kadencję. Propozycja została odrzucona głosami 51,29% wyborców.

## Tło
Artykuł 168 Konstytucji Boliwii umożliwia prezydentowi i wiceprezydentowi tylko jedną reelekcję, ograniczając ich liczbę kadencji do dwóch. Partia rządząca, Ruch na rzecz Socjalizmu zaproponowała referendum, które pozwoliłoby na zmianę tego przepisu. Sam przepis został zatwierdzony przez Kongres Narodowy 26 września 2015 roku – 112 członków parlamentu zagłosowało za, a 41 przeciw. Następnie 5 listopada parlament przegłosował referendum, które zatwierdziłoby decyzję parlamentu – 113 członków parlamentu zagłosowało za, a 43 przeciw.
Przed wyborami przez 48 godzin obowiązywała cisza wyborcza, w czasie której nie można było prowadzić kampanii wyborczej, ruch drogowy został w niewielkim stopniu ograniczony i obowiązywała prohibicja, co miało zagwarantować, że wyborcy dobrze przemyślą swoją decyzję.
Gdyby większość wyborców zagłosowała na tak, prezydent Evo Morales i wiceprezydent Álvaro García Linera mogliby się ubiegać o kolejną kadencję w wyborach w 2019 roku. Morales już rządził trzy kadencje – nieprzerwanie od 2006 roku. Było to możliwe, ponieważ pierwszy raz został wybrany przed wprowadzeniem nowej konstytucji w 2009 roku, która ograniczała liczbę kadencji prezydenta i wiceprezydenta do dwóch.

## Wynik

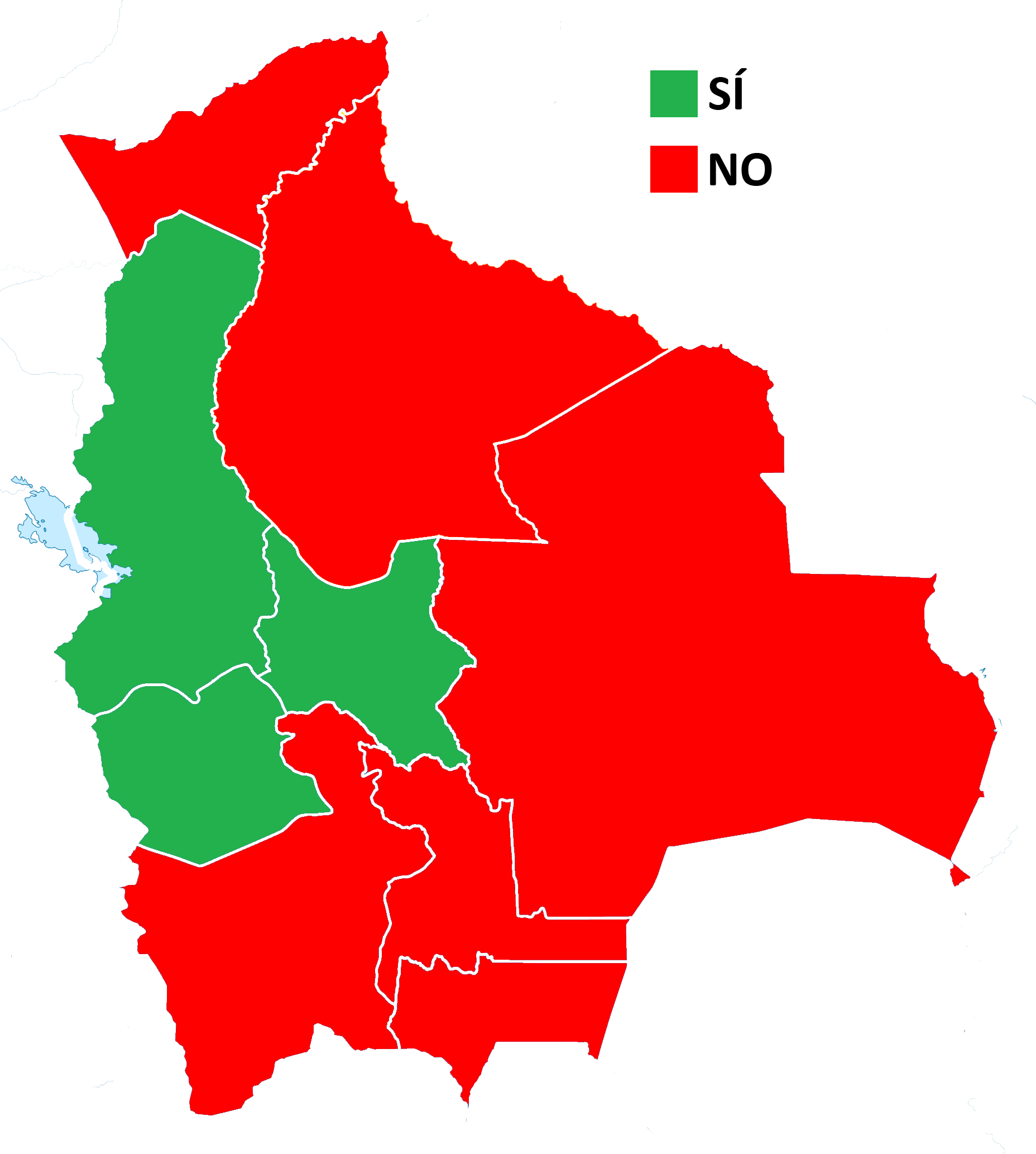
Większość głosów według okręgów:
Za
Przeciw

Za
     Przeciw
| Wybór                  | Liczba    | %         |
| ---------------------- | --------- | --------- |
| Głosy za               | 2 546 135 | 48,71     |
| Głosy przeciw          | 2 682 517 | 51,29     |
| Głosy nieważne         | 262 267   | –         |
|                        |           |           |
| Wszystkie głosy        | 5 490 919 | 5 490 919 |
| Zarejestrowani wyborcy | 6 502 069 | 6 502 069 |
| Frekwencja             | 84,45%    | 84,45%    |
| Źródło: OAS            |           |           |